# Elecciones provinciales de Buenos Aires de 2019
Las elecciones en la provincia de Buenos Aires de 2019 se realizaron el domingo 27 de octubre junto con las elecciones nacionales. Ese día se eligieron gobernador, vicegobernador, diputados y senadores provinciales y cargos municipales.
Los candidatos se definieron de las elecciones primarias abiertas, simultáneas y obligatorias (PASO) que se llevaron a cabo el 11 de agosto, quienes superaron el 1,5 % de los votos válidos afirmativos.
En las elecciones generales, Axel Kicillof (Frente de Todos) fue elegido gobernador con el 52.40% de los votos contra el 38.28% de María Eugenia Vidal (Juntos por el Cambio), quien iba por la reelección. En tercer lugar se ubicó Eduardo Bucca (Consenso Federal) con el 5,11%.
Con este resultado, el Partido Justicialista volvió a la gobernación de la provincia después de su derrota a manos de Cambiemos en 2015, terminando con el único período macrista. 
Es la primera vez en la historia de la provincia que el candidato oficialista se presenta a la reelección y la pierde.

## Contexto
En 2015 María  Eugenia Vidal fue electa gobernadora de la Provincia de Buenos Aires quien se convirtió en la primera mujer en desempeñar dicho cargo, la coalición Cambiemos logró ganar la gobernación bonaerense por amplio margen ante el descrédito del kirchnerismo. Durante la gestión se produjo la situación educativa que tuvieron conflicto con los docentes organizados por el SUTEBA y la explosión en la escuela de Moreno que provocó la muerte de 2 personas en 2018. El peronismo regresa a la gobernación logrando el triunfo en estas elecciones provinciales.

## Candidatos a gobernador

### Frente de Todos
| | |
| Independiente | |
| Axel Kicillof | Verónica Magario |
| para gobernador | para vicegobernadora |
| [[File:Daniel Poneman en el Ministerio de Economía.jpg\|1200px\|alt={{{Alt\|{{{descripción}}}]] | [[File:Verónica Magario.jpg\|225px\|alt={{{Alt\|{{{descripción}}}]] |
| Diputado nacional por la Ciudad de Buenos Aires (2015-2019) Ministro de Economía (2013-2015) | Intendenta de La Matanza (2015-2019) |
| Partidos y agrupaciones en la alianza: \| - Defensa Comunal de Exaltación de la Cruz - Partido Comunista - Nuevo Encuentro - Movimiento para la Victoria - Frente Grande - Unión Vecinal de Tres Lomas - Partido Justicialista - Acción para Crecer de Tigre - Agrupación Unidos por Tigre - Fuerza Vecinal para el Cambio Social de Tigre - Concertación por Marcos Paz - Partido Nuevo Buenos Aires - Unión Vecinal del partido de Trenque Lauquen - Agrupación Municipal Unidad para el Cambio - Frente Renovador Auténtico - Kolina - Partido de la Cultura, la Educación y el Trabajo \| - Partido de la Victoria - Vecinalismo San Fernando - Nuevo Zárate - Moreno Vive - Corriente de Pensamiento Bonaerense - Frente Transversal Nacional y Popular - Unión Vecinalista Platense - Todos por Las Flores - Política Abierta para la Integridad Social - Mar del Plata, Puerto y Región - Somos San Martín - Agrupación Municipal Mi Pueblo - Partido del Trabajo y del Pueblo - Compromiso Federal - Partido Izquierda Popular \| | |
| | |
| - Defensa Comunal de Exaltación de la Cruz - Partido Comunista - Nuevo Encuentro - Movimiento para la Victoria - Frente Grande - Unión Vecinal de Tres Lomas - Partido Justicialista - Acción para Crecer de Tigre - Agrupación Unidos por Tigre - Fuerza Vecinal para el Cambio Social de Tigre - Concertación por Marcos Paz - Partido Nuevo Buenos Aires - Unión Vecinal del partido de Trenque Lauquen - Agrupación Municipal Unidad para el Cambio - Frente Renovador Auténtico - Kolina - Partido de la Cultura, la Educación y el Trabajo | - Partido de la Victoria - Vecinalismo San Fernando - Nuevo Zárate - Moreno Vive - Corriente de Pensamiento Bonaerense - Frente Transversal Nacional y Popular - Unión Vecinalista Platense - Todos por Las Flores - Política Abierta para la Integridad Social - Mar del Plata, Puerto y Región - Somos San Martín - Agrupación Municipal Mi Pueblo - Partido del Trabajo y del Pueblo - Compromiso Federal - Partido Izquierda Popular |

### Juntos por el Cambio
| | |
| | |
| María Eugenia Vidal | Daniel Salvador |
| para gobernadora | para vicegobernador |
| [[File:Maria Eugenia Vidal (cropped).jpg\|235px\|alt={{{Alt\|{{{descripción}}}]] | [[File:Daniel Salvador.jpg\|325px\|alt={{{Alt\|{{{descripción}}}]] |
| Gobernadora de la provincia de Buenos Aires (2015–2019) | Vicegobernador de la provincia de Buenos Aires (2015-2019) |
| Partidos y agrupaciones en la alianza: \| - Unión Cívica Radical - Defensa Comunal de General Paz - Unión Vecinal de Luján - Partido Demócrata Progresista - Acción Comunal del Partido de Tigre - Acción Municipal de Berisso - Unión Vecinal Conservadora de Lobos - Acción Vecinal San Isidro es Distinto - Acción Vecinal Comunal - Honestidad y Trabajo - Acción Vecinal por un San Martín Distinto - Agrupación Municipal 1° Tres Lomas - Acción Vecinal Escobar Es Posible - Compromiso por General Rodríguez - Acción Ciudadana de Todos por Zárate - Diálogo Pergaminense - Compromiso Pringles - Alternativa Vecinalista \| - Espacio Abierto para el Desarrollo y la Integración Social - Rivadavia Primero - Coalición Cívica ARI - Unidos por Bragado - Viva Areco - Espacio Plural por Arrecifes - Vecinos Autoconvocados y Movilizados por la Organización Social - Partido del Diálogo - Propuesta Federal para el Cambio - Partido Fe - Acción para el Desarrollo - Nuevo Azul - Proyecto Escobar - Propuesta Republicana - Partido Integrar - Agrupación Vecinal del Partido de Puan - Acción Comunal - Acción por Lincoln \| | |
| - Unión Cívica Radical - Defensa Comunal de General Paz - Unión Vecinal de Luján - Partido Demócrata Progresista - Acción Comunal del Partido de Tigre - Acción Municipal de Berisso - Unión Vecinal Conservadora de Lobos - Acción Vecinal San Isidro es Distinto - Acción Vecinal Comunal - Honestidad y Trabajo - Acción Vecinal por un San Martín Distinto - Agrupación Municipal 1° Tres Lomas - Acción Vecinal Escobar Es Posible - Compromiso por General Rodríguez - Acción Ciudadana de Todos por Zárate - Diálogo Pergaminense - Compromiso Pringles - Alternativa Vecinalista | - Espacio Abierto para el Desarrollo y la Integración Social - Rivadavia Primero - Coalición Cívica ARI - Unidos por Bragado - Viva Areco - Espacio Plural por Arrecifes - Vecinos Autoconvocados y Movilizados por la Organización Social - Partido del Diálogo - Propuesta Federal para el Cambio - Partido Fe - Acción para el Desarrollo - Nuevo Azul - Proyecto Escobar - Propuesta Republicana - Partido Integrar - Agrupación Vecinal del Partido de Puan - Acción Comunal - Acción por Lincoln |

### Consenso Federal
| | |
| | |
| Eduardo Bali Bucca | Miguel Saredi |
| para gobernador | para vicegobernador |
| [[File:Eduardo Bucca.png\|300px\|alt={{{Alt\|{{{descripción}}}]] | [[File:Miguel Saredi.jpg\|1600px\|alt={{{Alt\|{{{descripción}}}]] |
| Diputado nacional por la provincia de Buenos Aires (2017–2021) Intendente de Bolívar (2011-2017) | Concejal de La Matanza (2017–2021) |
| Partidos y agrupaciones en la alianza: \| - Partido GEN - Unión Celeste y Blanco - Integración Cívica Pergaminense - Unión Popular - Mercedes Independiente Comunal - Vecinos Independientes Vicente López - Partido Tercera Posición - Entre Todos - Hacer por Brown[5] - Compromiso Vecinal La Costa - Nueva Alternativa Carmeña \| - Vecinos Solidarios de Almirante Brown - Junín Bicentenario - Partido Federal - Nuevo Pergamino - Partido Socialista - 9 de Julio Para Todos - Nueva Dirigencia - Unión Berissense - Unión Vecinal Más Campana - Movimiento Libres del Sur \| | |
| - Partido GEN - Unión Celeste y Blanco - Integración Cívica Pergaminense - Unión Popular - Mercedes Independiente Comunal - Vecinos Independientes Vicente López - Partido Tercera Posición - Entre Todos - Hacer por Brown - Compromiso Vecinal La Costa - Nueva Alternativa Carmeña | - Vecinos Solidarios de Almirante Brown - Junín Bicentenario - Partido Federal - Nuevo Pergamino - Partido Socialista - 9 de Julio Para Todos - Nueva Dirigencia - Unión Berissense - Unión Vecinal Más Campana - Movimiento Libres del Sur |

### Frente de Izquierda y de Trabajadores-Unidad
El Frente de Izquierda y de los Trabajadores es una coalición electoral nacional originada en el año 2011 y que desde entonces se presenta a las elecciones en la provincia de Buenos Aires, superando el piso de las PASO del 1,5 %. Está conformada por el Partido de los Trabajadores Socialistas (PTS), Partido Obrero (PO) e Izquierda Socialista (IS). Para la provincia de Buenos Aires, el Partido Obrero designó a Néstor Pitrola, Guillermo Kane y Nora Biaggio como sus candidatos. El dirigente del PTS Christian Castillo fue medido en al menos una encuesta provincial de fines de 2018.
El 12 de junio de 2019 se presentó públicamente la lista de unidad a nivel nacional bajo el nombre de Frente de Izquierda y de Trabajadores-Unidad, en la que se suman a los partidos ya integrantes del Frente de Izquierda, el Movimiento Socialista de los Trabajadores (MST) y Poder Popular, entre otras fuerzas. Además, ese día se anunciaron las candidaturas en la provincia de Christian Castillo (PTS) a la gobernación y Mercedes Trimarchi (IS) a la vicegobernación, y de Néstor Pitrola (PO) y Vilma Ripoll (MST) como cabezas de lista a diputado nacional y a senadora provincial por la tercera sección electoral, respectivamente.
| |                                                                       |
| | Izquierda Socialista                                                  |
| Christian Castillo | Mercedes Trimarchi                                                    |
| para gobernador | para vicegobernadora                                                  |
| [[File:Christian castillo.jpg\|400px\|alt={{{Alt\|{{{descripción}}}]]                                                                            | [[File:Mercedes Trimarchi.png\|235px\|alt={{{Alt\|{{{descripción}}}]] |
| Diputado provincial por la tercera sección electoral (2013–2015)                                                                                 | Comunicadora social                                                   |
| Partidos en la alianza: - Partido del Obrero - Partido de Trabajadores por el Socialismo - Izquierda por una Opción Socialista - Nueva Izquierda |                                                                       |
| |                                                                       |

### Frente Nos
|                                                                         |                          |
| Independientes                                                          |                          |
| Gustavo Ricardo Álvarez                                                 | Sandra María Dell'Aquila |
| para gobernador                                                         | para vicegobernadora     |
|                                                                         | Abogada                  |
| Partidos en la alianza: - Unión por Todos - Partido Conservador Popular |                          |

### Elecciones primarias
Estos candidatos no recibieron al menos el 1,5% de los votos válidos en las elecciones primarias para pasar a las elecciones generales.
|                       |                      | | |                         |                                                             | Movimiento de Organización Democrática |                     |
| Martín González Bayón | Marina Alonso        | Leonardo Bariani | Ana Graziano | Santiago Cúneo          | Claudio Morgado                                             | María Asunción Macaione                | Marcelo Ferrara     |
| para gobernador       | para vicegobernadora | para gobernador | para vicegobernadora | para gobernador         | para vicegobernador                                         | para gobernadora                       | para vicegobernador |
|                       |                      | | |                         |                                                             |                                        |                     |
| Docente               |                      | Economista y arquitecto | Licenciada en enfermería | Periodista y empresario | Diputado nacional por la Ciudad de Buenos Aires (2007-2009) |                                        |                     |
| Partido sin alianza   | Partido sin alianza  | Partidos en la alianza: - Bandera Vecinal - El Movimiento - Gente en Acción - Partido del Campo Popular - Partido Laborista | Partidos en la alianza: - Bandera Vecinal - El Movimiento - Gente en Acción - Partido del Campo Popular - Partido Laborista | Partido sin alianza     | Partido sin alianza                                         | Partido sin alianza                    | Partido sin alianza |

## Renovación legislativa
| Sección Electoral | Cámara de Diputados | Cámara de Diputados | Senado    | Senado    |
| Sección Electoral | Diputados           | A renovar           | Senadores | A renovar |
| ----------------- | ------------------- | ------------------- | --------- | --------- |
| 1                 | 15                  | 15                  | 8         | —         |
| 2                 | 11                  | —                   | 5         | 5         |
| 3                 | 18                  | —                   | 9         | 9         |
| 4                 | 14                  | 14                  | 7         | —         |
| 5                 | 11                  | 11                  | 5         | —         |
| 6                 | 11                  | —                   | 6         | 6         |
| 7                 | 6                   | 6                   | 3         | —         |
| 8 - Capital       | 6                   | —                   | 3         | 3         |
| Total             | 92                  | 46                  | 46        | 23        |

## Encuestas de intención de voto

### Gobernador (PASO)
| Fecha               | Encuestadora                                                               | María Eugenia Vidal                                                        | Axel Kicillof                                                              | Eduardo Bucca                                                              | Christian Castillo                                                         | Santiago Cúneo                                                             | Gustavo Álvarez                                                            | Martín González Bayón                                                      | Leonardo Bariani                                                           | Ns/Nc                                                                      | Guillermo Castello                                                         | Verónica Magario                                                           | Martín Insaurralde                                                         | Sergio Massa                                                               | Marcelo Tinelli                                                            | Graciela Camaño                                                            | Néstor Pitrola                                                             |
| ------------------- | -------------------------------------------------------------------------- | -------------------------------------------------------------------------- | -------------------------------------------------------------------------- | -------------------------------------------------------------------------- | -------------------------------------------------------------------------- | -------------------------------------------------------------------------- | -------------------------------------------------------------------------- | -------------------------------------------------------------------------- | -------------------------------------------------------------------------- | -------------------------------------------------------------------------- | -------------------------------------------------------------------------- | -------------------------------------------------------------------------- | -------------------------------------------------------------------------- | -------------------------------------------------------------------------- | -------------------------------------------------------------------------- | -------------------------------------------------------------------------- | -------------------------------------------------------------------------- |
|                     |                                                                            |                                                                            |                                                                            |                                                                            |                                                                            |                                                                            |                                                                            |                                                                            |                                                                            |                                                                            |                                                                            |                                                                            |                                                                            |                                                                            |                                                                            |                                                                            |                                                                            |
| 11/08/19            | Elecciones Primarias                                                       | 34,5                                                                       | 52,7                                                                       | 6,1                                                                        | 3.4                                                                        | 0,2                                                                        | 1,8                                                                        | 0,7                                                                        | 0,2                                                                        | -                                                                          | -                                                                          | -                                                                          | -                                                                          | -                                                                          | -                                                                          | -                                                                          | -                                                                          |
|                     |                                                                            |                                                                            |                                                                            |                                                                            |                                                                            |                                                                            |                                                                            |                                                                            |                                                                            |                                                                            |                                                                            |                                                                            |                                                                            |                                                                            |                                                                            |                                                                            |                                                                            |
| 2/08/19             | Management & Fit                                                           | 42,6                                                                       | 44,0                                                                       | 2,1                                                                        | 1,7                                                                        | -                                                                          | -                                                                          | 0,1                                                                        | -                                                                          | 4,0                                                                        | -                                                                          | -                                                                          | -                                                                          | -                                                                          | -                                                                          | -                                                                          | -                                                                          |
| 2/08/19             | Management & Fit                                                           | 39,0                                                                       | 45,0                                                                       | 4,6                                                                        | 2,7                                                                        | -                                                                          | -                                                                          | 0,8                                                                        | -                                                                          | 3,9                                                                        | -                                                                          | -                                                                          | -                                                                          | -                                                                          | -                                                                          | -                                                                          | -                                                                          |
| 16/07/19 - 19/07/19 | Federico González & Asociados                                              | 36,9                                                                       | 41,3                                                                       | 2,7                                                                        | 3,9                                                                        | 2,5                                                                        | 0,5                                                                        | 0,1                                                                        | 0,0                                                                        | 7,5                                                                        | 2,1                                                                        | -                                                                          | -                                                                          | -                                                                          | -                                                                          | -                                                                          | -                                                                          |
| 06/07/19 - 08/07/19 | Reale Dallatorre Consultores                                               | 43,1                                                                       | 35,1                                                                       | 2,0                                                                        | 0,7                                                                        | -                                                                          | 2,0                                                                        | -                                                                          | -                                                                          | 8,9                                                                        | 1,9                                                                        | -                                                                          | -                                                                          | -                                                                          | -                                                                          | -                                                                          | -                                                                          |
| 05/07/19 - 08/07/19 | Circuitos                                                                  | 36,7                                                                       | 39,3                                                                       | 6,6                                                                        | 3,1                                                                        | 1,8                                                                        | -                                                                          | -                                                                          | -                                                                          | 5,3                                                                        | -                                                                          | -                                                                          | -                                                                          | -                                                                          | -                                                                          | -                                                                          | -                                                                          |
| Julio de 2019       | Management & Fit                                                           | 41,9                                                                       | 38,0                                                                       | 1,1                                                                        | 2,7                                                                        | -                                                                          | -                                                                          | -                                                                          | -                                                                          | 5,3                                                                        | -                                                                          | -                                                                          | -                                                                          | -                                                                          | -                                                                          | -                                                                          | -                                                                          |
| 28/06/19 - 02/07/19 | Query Argentina - M&R Asociados                                            | 41,5                                                                       | 41,0                                                                       | 1,1                                                                        | 1,4                                                                        | -                                                                          | 1,2                                                                        | -                                                                          | -                                                                          | 5,6                                                                        | 2,4                                                                        | -                                                                          | -                                                                          | -                                                                          | -                                                                          | -                                                                          | -                                                                          |
| 25/06/19 - 28/06/19 | Federico González & Asociados                                              | 35,9                                                                       | 40,0                                                                       | 2,4                                                                        | 3,9                                                                        | 1,5                                                                        | 0,3                                                                        | 0,0                                                                        | 0,0                                                                        | 10,1                                                                       | 2,4                                                                        | -                                                                          | -                                                                          | -                                                                          | -                                                                          | -                                                                          | -                                                                          |
| 22 de junio         | Vencimiento del plazo para la presentación de las listas de precandidatos. | Vencimiento del plazo para la presentación de las listas de precandidatos. | Vencimiento del plazo para la presentación de las listas de precandidatos. | Vencimiento del plazo para la presentación de las listas de precandidatos. | Vencimiento del plazo para la presentación de las listas de precandidatos. | Vencimiento del plazo para la presentación de las listas de precandidatos. | Vencimiento del plazo para la presentación de las listas de precandidatos. | Vencimiento del plazo para la presentación de las listas de precandidatos. | Vencimiento del plazo para la presentación de las listas de precandidatos. | Vencimiento del plazo para la presentación de las listas de precandidatos. | Vencimiento del plazo para la presentación de las listas de precandidatos. | Vencimiento del plazo para la presentación de las listas de precandidatos. | Vencimiento del plazo para la presentación de las listas de precandidatos. | Vencimiento del plazo para la presentación de las listas de precandidatos. | Vencimiento del plazo para la presentación de las listas de precandidatos. | Vencimiento del plazo para la presentación de las listas de precandidatos. | Vencimiento del plazo para la presentación de las listas de precandidatos. |
| 03/06/19 - 12/06/19 | CELAG                                                                      | 30,8                                                                       | 41,8                                                                       | -                                                                          | -                                                                          | -                                                                          | -                                                                          | -                                                                          | -                                                                          | 4,4                                                                        | -                                                                          | -                                                                          | -                                                                          | -                                                                          | -                                                                          | 8,4                                                                        | 4,2                                                                        |
| 08/05/19 - 12/05/19 | Circuitos                                                                  | 42,5                                                                       | 32,2                                                                       | -                                                                          | 3,4                                                                        | 2,3                                                                        | -                                                                          | -                                                                          | -                                                                          | 1,7                                                                        | -                                                                          | -                                                                          | 7,9                                                                        | -                                                                          | 4,6                                                                        | -                                                                          | -                                                                          |
| 21/04/19            | Real Time Data                                                             | 40                                                                         | 31                                                                         | -                                                                          | 2                                                                          | -                                                                          | -                                                                          | -                                                                          | -                                                                          | 22                                                                         | -                                                                          | -                                                                          | -                                                                          | -                                                                          | -                                                                          | 5                                                                          | -                                                                          |
| 16/04/19            | Federico González & Asociados                                              | 29,2                                                                       | 16,7                                                                       | -                                                                          | -                                                                          | -                                                                          | -                                                                          | -                                                                          | -                                                                          | 6,5                                                                        | -                                                                          | 11,0                                                                       | 14,4                                                                       | -                                                                          | 14,1                                                                       | -                                                                          | 3,2                                                                        |
| 16/04/19            | Federico González & Asociados                                              | 29,9                                                                       | 33,3                                                                       | -                                                                          | -                                                                          | -                                                                          | -                                                                          | -                                                                          | -                                                                          | 11,5                                                                       | -                                                                          | -                                                                          | -                                                                          | -                                                                          | 21,9                                                                       | -                                                                          | 3,4                                                                        |
| 16/04/19            | Federico González & Asociados                                              | 30,1                                                                       | -                                                                          | -                                                                          | -                                                                          | -                                                                          | -                                                                          | -                                                                          | -                                                                          | 14,1                                                                       | -                                                                          | -                                                                          | 31,9                                                                       | -                                                                          | 20,1                                                                       | -                                                                          | 3,8                                                                        |
| 16/04/19            | Federico González & Asociados                                              | 30,0                                                                       | -                                                                          | -                                                                          | -                                                                          | -                                                                          | -                                                                          | -                                                                          | -                                                                          | 13,7                                                                       | -                                                                          | 30,5                                                                       | -                                                                          | -                                                                          | 22,4                                                                       | -                                                                          | 3,4                                                                        |
| 15/04/19            | Gustavo Córdoba & Asociados                                                | 34,0                                                                       | 18,0                                                                       | -                                                                          | -                                                                          | -                                                                          | -                                                                          | -                                                                          | -                                                                          | 8,9                                                                        | -                                                                          | 6,5                                                                        | 15,9                                                                       | 7,1                                                                        | -                                                                          | -                                                                          | 4,6                                                                        |
| 20/03/19            | Circuitos                                                                  | 41,8                                                                       | 32,2                                                                       | -                                                                          | 3,2                                                                        | -                                                                          | -                                                                          | -                                                                          | -                                                                          | 14                                                                         | -                                                                          | -                                                                          | 8,8                                                                        | -                                                                          | -                                                                          | -                                                                          | -                                                                          |
| 27/11/18 - 29/11/18 | Tendencias                                                                 | 39,2                                                                       | 35,1                                                                       | -                                                                          | 4,8                                                                        | -                                                                          | -                                                                          | -                                                                          | -                                                                          | 8,1                                                                        | -                                                                          | -                                                                          | -                                                                          | 9,7                                                                        | -                                                                          | -                                                                          | -                                                                          |

## Resultados

### Primarias
|  | 52,74 % |

|  | 34,54 % |

|  | 6,16 % |

|  | 3,45 % |

|  | 1,80 % |

|  | 0,72 % |

|  | 0,23 % |

|  | 0,23 % |

|  | 0,12 % |

|  | 93,12 % |

|  | 6,22 % |

|  | 0,67 % |

|  | 76,01 % |

|  | 100 % |

### Gobernador y vicegobernador
|  | 52,40 % |

|  | 38,28 % |

|  | 5,11 % |

|  | 2,81 % |

|  | 1,40 % |

|  | 95,42 % |

|  | 3,97 % |

|  | 0,61 % |

|  | 80,00 % |

|  | 100 % |

### Cámara de Diputados
|  | 49,36 % |

|  | 40,61 % |

|  | 5,47 % |

|  | 3,19 % |

|  | 1,38 % |

|  | 94,24 % |

|  | 5,13 % |

|  | 0,63 % |

|  | 80,04 % |

|  | 100 % |

#### Resultados por secciones electorales

Secciones electorales de Buenos Aires:
1º Sección
2º Sección
3º Sección
4º Sección
5º Sección
6º Sección
7º Sección
8º Sección/Capital

|  | 51,94 % |

|  | 37,45 % |

|  | 5,37 % |

|  | 3,58 % |

|  | 1,66 % |

|  | 94,58 % |

|  | 4,78 % |

|  | 0,64 % |

|  | 80,03 % |

|  | 100 % |

|  | 46,34 % |

|  | 44,72 % |

|  | 7,31 % |

|  | 1,63 % |

|  | 94,18 % |

|  | 5,33 % |

|  | 0,49 % |

|  | 83,21 % |

|  | 100 % |

|  | 48,07 % |

|  | 43,04 % |

|  | 5,06 % |

|  | 2,63 % |

|  | 1,20 % |

|  | 93,37 % |

|  | 5,97 % |

|  | 0,66 % |

|  | 78,30 % |

|  | 100 % |

|  | 50,15 % |

|  | 42,49 % |

|  | 5,28 % |

|  | 2,07 % |

|  | 92,58 % |

|  | 6,83 % |

|  | 0,59 % |

|  | 81,89 % |

|  | 100 % |

### Senado
|  | 55,06 % |

|  | 34,67 % |

|  | 5,30 % |

|  | 3,46 % |

|  | 1,52 % |

|  | 94,41 % |

|  | 5,01 % |

|  | 0,57 % |

|  | 79,96 % |

|  | 100 % |

#### Resultados por secciones electorales
|  | 46,50 % |

|  | 44,88 % |

|  | 5,06 % |

|  | 2,08 % |

|  | 1,48 % |

|  | 93,34 % |

|  | 6,16 % |

|  | 0,51 % |

|  | 83,18 % |

|  | 100 % |

|  | 59,68 % |

|  | 29,80 % |

|  | 5,44 % |

|  | 3,59 % |

|  | 1,50 % |

|  | 94,70 % |

|  | 4,73 % |

|  | 0,56 % |

|  | 79,57 % |

|  | 100 % |

|  | 51,03 % |

|  | 40,25 % |

|  | 4,18 % |

|  | 2,73 % |

|  | 1,82 % |

|  | 92,76 % |

|  | 6,58 % |

|  | 0,66 % |

|  | 80,03 % |

|  | 100 % |

|  | 45,02 % |

|  | 43,28 % |

|  | 5,62 % |

|  | 4,68 % |

|  | 1,40 % |

|  | 95,10 % |

|  | 4,28 % |

|  | 0,62 % |

|  | 79,64 % |

|  | 100 % |

## Elecciones municipales
Las elecciones municipales de la provincia de Buenos Aires se realizaron el 27 de octubre de 2019, en simultáneo con las elecciones provinciales y nacionales.
Los candidatos surgieron de las elecciones primarias abiertas simultáneas y obligatorias (PASO) que se realizaron el 11 de agosto de 2019, quienes superaron el 1,5 % de los votos válidos afirmativos.
| Municipio                                               | Intendente electo            | Partido | Partido                                        | Alianza | Alianza         |
| ------------------------------------------------------- | ---------------------------- | ------- | ---------------------------------------------- | ------- | --------------- |
| Adolfo Alsina                                           | Javier Andrés                |         | Unión Cívica Radical                           |         | JxC             |
| Adolfo Gonzales Chaves                                  | Eduardo Marcelo Santillán R  |         | Partido Justicialista                          |         | Frente de Todos |
| Alberti                                                 | Germán Lago R                |         | Partido Justicialista                          |         | Frente de Todos |
| Almirante Brown                                         | Mariano Cascallares R        |         | Partido Justicialista                          |         | Frente de Todos |
| Arrecifes                                               | Javier Ignacio Olaeta R      |         | Unión Cívica Radical                           |         | JxC             |
| Avellaneda                                              | Jorge Ferraresi R            |         | Partido Justicialista                          |         | Frente de Todos |
| Ayacucho                                                | Emilio Cordonnier            |         | Unión Cívica Radical                           |         | JxC             |
| Azul                                                    | Hernán Bertellys R           |         | Nuevo Azul                                     |         | JxC             |
| Bahía Blanca                                            | Héctor Norberto Gay R        |         | Propuesta Republicana                          |         | JxC             |
| Balcarce                                                | Esteban Andrés Reino R       |         | Unión Cívica Radical                           |         | JxC             |
| Baradero                                                | Esteban Damián Sanzio        |         | Partido Justicialista                          |         | Frente de Todos |
| Benito Juárez                                           | Julio César Marini R         |         | Partido Justicialista                          |         | Frente de Todos |
| Berazategui                                             | Juan José Mussi              |         | Partido Justicialista                          |         | Frente de Todos |
| Berisso                                                 | Fabián Gustavo Cagliardi     |         | Partido Justicialista                          |         | Frente de Todos |
| Bolívar                                                 | Marcos Emilio Pisano         |         | Partido Justicialista                          |         | Frente de Todos |
| Bragado                                                 | Héctor Vicente Gatica R      |         | Unidos por Bragado                             |         | JxC             |
| Brandsen                                                | Daniel Cappelletti R         |         | Unión Cívica Radical                           |         | JxC             |
| Campana (ver detalle)                                   | Sebastián Abella R           |         | Propuesta Republicana                          |         | JxC             |
| Cañuelas                                                | Marisa Viviana Amalia Fassi  |         | Partido Justicialista                          |         | Frente de Todos |
| Capitán Sarmiento                                       | Javier Iguacel               |         | Propuesta Republicana                          |         | JxC             |
| Carlos Casares                                          | Walter Sergio Torchio R      |         | Partido Justicialista                          |         | Frente de Todos |
| Carlos Tejedor                                          | María Celia Gianini          |         | Partido Justicialista                          |         | Frente de Todos |
| Carmen de Areco                                         | Ivan Darío Villagran         |         | Partido Justicialista                          |         | Frente de Todos |
| Castelli                                                | Francisco Echarren R         |         | Partido Justicialista                          |         | Frente de Todos |
| Chacabuco                                               | Víctor Aiola R               |         | Unión Cívica Radical                           |         | JxC             |
| Chascomús                                               | Javier "Chapa" Gastón R      |         | Unidad por Chascomús                           |         | Frente de Todos |
| Chivilcoy                                               | Guillermo Alejandro Britos R |         | Unión Celeste y Blanco                         |         | CF              |
| Colón                                                   | Ricardo Casi R               |         | Partido Justicialista                          |         | Frente de Todos |
| Coronel Dorrego                                         | Raúl Germán Reyes R          |         | Unión Cívica Radical                           |         | JxC             |
| Coronel Pringles                                        | Lisandro Matzkin             |         | Compromiso Pringles                            |         | JxC             |
| Coronel Rosales                                         | Mariano Cecilio Uset R       |         | Propuesta Republicana                          |         | JxC             |
| Coronel Suárez                                          | Ricardo Moccero              |         | Movimiento para la Victoria                    |         | Frente de Todos |
| Daireaux                                                | Esteban Alejandro Acerbo R   |         | Partido Justicialista                          |         | Frente de Todos |
| Dolores                                                 | Camilo Etchevarren R         |         | Propuesta Republicana                          |         | JxC             |
| Ensenada (ver detalle)                                  | Mario Carlos Secco R         |         | Frente Grande                                  |         | Frente de Todos |
| Escobar (ver detalle)                                   | Ariel Sujarchuk R            |         | Partido Justicialista                          |         | Frente de Todos |
| Esteban Echeverría                                      | Fernando Gray R              |         | Partido Justicialista                          |         | Frente de Todos |
| Exaltación de la Cruz                                   | Diego Eduardo Nanni          |         | Defensa Comunal de Exaltación de la Cruz       |         | Frente de Todos |
| Ezeiza                                                  | Alejandro Granados R         |         | Partido Justicialista                          |         | Frente de Todos |
| Florencio Varela                                        | Andrés Watson                |         | Partido Justicialista                          |         | Frente de Todos |
| Florentino Ameghino                                     | Calixto Agustín Tellechea R  |         | Unión Cívica Radical                           |         | JxC             |
| General Alvarado                                        | Leandro Sebastian Ianantuony |         | Frente Renovador Auténtico                     |         | Frente de Todos |
| General Alvear                                          | Ramon Jose "Tito" Capra      |         | Unión Cívica Radical                           |         | JxC             |
| General Arenales                                        | Erica Silvana Revilla R      |         | Unión Cívica Radical                           |         | JxC             |
| General Belgrano                                        | Osvaldo Mario Dinápoli R     |         | Unión Cívica Radical                           |         | JxC             |
| General Guido                                           | Carlos Humberto Rocha        |         | Partido Justicialista                          |         | Frente de Todos |
| General La Madrid                                       | Martín Randazzo R            |         | Unión Cívica Radical                           |         | JxC             |
| General Las Heras                                       | Carlos Javier Osuna R        |         | Frente Renovador Auténtico                     |         | Frente de Todos |
| General Lavalle                                         | José Rodríguez Ponte R       |         | Unión Cívica Radical                           |         | JxC             |
| General Madariaga                                       | Carlos Esteban Santoro R     |         | Unión Cívica Radical                           |         | JxC             |
| General Paz                                             | Juan Manuel Álvarez          |         | Partido Justicialista                          |         | Frente de Todos |
| General Pinto (ver detalle)                             | Jorge Alfredo Zavatarelli    |         | Partido Justicialista                          |         | Frente de Todos |
| General Pueyrredón (ver detalle)                        | Guillermo Montenegro         |         | Propuesta Republicana                          |         | JxC             |
| General Rodríguez                                       | Mauro Santiago García        |         | Movimiento Evita                               |         | Frente de Todos |
| General San Martín (ver detalle)                        | Gabriel Katopodis R          |         | Partido Justicialista                          |         | Frente de Todos |
| General Viamonte                                        | Franco Ariel Flexas R        |         | Unión Cívica Radical                           |         | JxC             |
| General Villegas                                        | Eduardo Campana R            |         | Unión Cívica Radical                           |         | JxC             |
| Guaminí                                                 | José Augusto Nobre Ferreira  |         | Partido Justicialista                          |         | Frente de Todos |
| Hipólito Yrigoyen                                       | Luis Ignacio Pugnaloni       |         | Partido Justicialista                          |         | Frente de Todos |
| Hurlingham                                              | Juan Horacio Zabaleta R      |         | Partido Justicialista                          |         | Frente de Todos |
| Ituzaingó                                               | Alberto Daniel Descalzo R    |         | Partido Justicialista                          |         | Frente de Todos |
| José C. Paz                                             | Mario Alberto Ishii R        |         | Partido Justicialista                          |         | Frente de Todos |
| Junín                                                   | Pablo Petrecca R             |         | Propuesta Republicana                          |         | JxC             |
| La Costa                                                | Cristian Eduardo Cardozo     |         | Partido Justicialista                          |         | Frente de Todos |
| La Matanza (ver detalle)                                | Tomás Fernando Espinoza      |         | Partido Justicialista                          |         | Frente de Todos |
| La Plata (ver detalle)                                  | Julio Garro R                |         | Propuesta Republicana                          |         | JxC             |
| Lanús                                                   | Néstor Grindetti R           |         | Propuesta Republicana                          |         | JxC             |
| Laprida                                                 | Pablo José Torres            |         | Partido Justicialista                          |         | Frente de Todos |
| Las Flores                                              | Alberto César Gelené         |         | Partido Justicialista                          |         | Frente de Todos |
| Leandro N. Alem                                         | Carlos Martín Ferraris       |         | Partido Justicialista                          |         | Frente de Todos |
| Lezama (ver detalle)                                    | Arnaldo Harispe R            |         | Unión Cívica Radical                           |         | JxC             |
| Lincoln                                                 | Salvador Ignacio Serenal R   |         | Unión Cívica Radical                           |         | JxC             |
| Lobería                                                 | Juan José Fioramonti R       |         | Unión Cívica Radical                           |         | JxC             |
| Lobos                                                   | Jorge Oscar Etcheverry R     |         | Unión Cívica Radical                           |         | JxC             |
| Lomas de Zamora                                         | Martín Insaurralde R         |         | Partido Justicialista                          |         | Frente de Todos |
| Luján                                                   | Leonardo Boto                |         | Partido Justicialista                          |         | Frente de Todos |
| Magdalena                                               | Gonzalo Martín Pelusso R     |         | Unión Cívica Radical                           |         | JxC             |
| Maipú                                                   | Matías Rappallini R          |         | Unión Cívica Radical                           |         | JxC             |
| Malvinas Argentinas (ver detalle)                       | Leonardo Javier Nardini R    |         | Partido Justicialista                          |         | Frente de Todos |
| Mar Chiquita                                            | Jorge Alberto Paredi         |         | Partido Justicialista                          |         | Frente de Todos |
| Marcos Paz                                              | Ricardo Curutchet R          |         | Concertación por Marcos Paz                    |         | Frente de Todos |
| Mercedes                                                | Juan Ignacio Ustárroz R      |         | Partido Justicialista                          |         | Frente de Todos |
| Merlo                                                   | Gustavo Menéndez R           |         | Partido Justicialista                          |         | Frente de Todos |
| Monte                                                   | Jose Matildo Castro          |         | Unión Cívica Radical                           |         | JxC             |
| Monte Hermoso                                           | Enrique Alejandro Dichiara   |         | Partido Justicialista                          |         | Frente de Todos |
| Moreno                                                  | Melina Mariel Fernandez      |         | Movimiento Evita                               |         | Frente de Todos |
| Morón                                                   | Lucas Ghi                    |         | Nuevo Encuentro                                |         | Frente de Todos |
| Navarro                                                 | Santiago Maggiotti R         |         | Partido Justicialista                          |         | Frente de Todos |
| Necochea (ver detalle)                                  | Arturo Alfredo Rojas         |         | Partido Fe                                     |         | JxC             |
| Nueve de Julio                                          | Mariano Edmundo Barroso R    |         | Propuesta Republicana                          |         | JxC             |
| Olavarría                                               | Ezequiel Galli R             |         | Propuesta Republicana                          |         | JxC             |
| Patagones                                               | José Luis Zara R             |         | Propuesta Republicana                          |         | JxC             |
| Pehuajó                                                 | Pablo Javier Zurro R         |         | Partido Justicialista                          |         | Frente de Todos |
| Pellegrini                                              | Guillermo Luis Pacheco R     |         | Unión Cívica Radical                           |         | JxC             |
| Pergamino                                               | Javier Arturo Martínez R     |         | Propuesta Republicana                          |         | JxC             |
| Pila                                                    | Gustavo Walker R             |         | Partido Justicialista                          |         | Frente de Todos |
| Pilar                                                   | Federico Achával             |         | Partido Justicialista                          |         | Frente de Todos |
| Pinamar                                                 | Martín Yeza R                |         | Propuesta Republicana                          |         | JxC             |
| Presidente Perón                                        | Blanca Haydee Cantero        |         | Frente Renovador Auténtico                     |         | Frente de Todos |
| Puan                                                    | Facundo David Castelli R     |         | Unión Cívica Radical                           |         | JxC             |
| Punta Indio                                             | Hernán Y Zurieta R           |         | Partido Justicialista                          |         | Frente de Todos |
| Quilmes                                                 | Mayra Mendoza                |         | Partido Justicialista                          |         | Frente de Todos |
| Ramallo                                                 | Gustavo Haroldo Perie        |         | Unión Cívica Radical                           |         | JxC             |
| Rauch                                                   | Maximiliano Suescun R        |         | Unión Cívica Radical                           |         | JxC             |
| Rivadavia                                               | Javier Ulises Reynoso R      |         | Rivadavia Primero                              |         | JxC             |
| Rojas                                                   | Claudio Alberto Rossi R      |         | Unión Cívica Radical                           |         | JxC             |
| Roque Pérez                                             | Juan Carlos Gasparini R      |         | Partido Justicialista                          |         | Frente de Todos |
| Saavedra                                                | Gustavo Javier Notararigo    |         | Unión Cívica Radical                           |         | JxC             |
| Saladillo                                               | José Luis Salomón R          |         | Unión Cívica Radical                           |         | JxC             |
| Salliqueló                                              | Juan Miguel Nossetti         |         | Unión Vecinal Salliqueló                       |         | Vecinalismo     |
| Salto                                                   | Ricardo José Alessandro R    |         | Partido Justicialista                          |         | Frente de Todos |
| San Andrés de Giles                                     | Carlos Javier Puglelli R     |         | Frente Renovador Auténtico                     |         | Frente de Todos |
| San Antonio de Areco                                    | Francisco Ratto              |         | Viva Areco                                     |         | JxC             |
| San Cayetano                                            | Miguel Ángel Gargaglione R   |         | Unión Cívica Radical                           |         | JxC             |
| San Fernando (ver detalle)                              | Juan Francisco Andreotti     |         | Frente Renovador Auténtico                     |         | Frente de Todos |
| San Isidro (ver detalle)                                | Gustavo Posse R              |         | Unión Cívica Radical                           |         | JxC             |
| San Miguel (ver detalle)                                | Jaime Méndez                 |         | Peronismo Federal                              |         | JxC             |
| San Nicolás                                             | Manuel Passaglia             |         | Propuesta Republicana                          |         | JxC             |
| San Pedro                                               | Cecilio Salazar R            |         | Partido Fe                                     |         | JxC             |
| San Vicente                                             | Nicolás Pablo Mantegazza     |         | Partido Justicialista                          |         | Frente de Todos |
| Suipacha                                                | Alejandro Federico R         |         | Unión Cívica Radical                           |         | JxC             |
| Tandil                                                  | Miguel Ángel Lunghi R        |         | Unión Cívica Radical                           |         | JxC             |
| Tapalqué                                                | Gustavo Cocconi R            |         | Partido Justicialista                          |         | Frente de Todos |
| Tigre (ver detalle)                                     | Julio Zamora R               |         | Unidos por Tigre                               |         | Frente de Todos |
| Tordillo                                                | Héctor Aníbal Olivera R      |         | Partido Justicialista                          |         | Frente de Todos |
| Tornquist                                               | Sergio Fabián Bordoni R      |         | Unión Cívica Radical                           |         | JxC             |
| Trenque Lauquen                                         | Miguel Ángel Fernández R     |         | Unión Cívica Radical                           |         | JxC             |
| Tres Arroyos                                            | Carlos Alberto Sánchez R     |         | Movimiento Vecinal del Partido de Tres Arroyos |         | Vecinalismo     |
| Tres de Febrero (ver detalle)                           | Diego Valenzuela R           |         | Propuesta Republicana                          |         | JxC             |
| Tres Lomas                                              | Roberto Oscar Álvarez R      |         | Partido Justicialista                          |         | Frente de Todos |
| Veinticinco de Mayo                                     | Hernán Ralinqueo R           |         | Partido Justicialista                          |         | Frente de Todos |
| Vicente López (ver detalle)                             | Jorge Macri R                |         | Propuesta Republicana                          |         | JxC             |
| Villa Gesell                                            | Gustavo Barrera R            |         | Partido Justicialista                          |         | Frente de Todos |
| Villarino                                               | Carlos Bevilacqua R          |         | Acción por Villarino                           |         | Vecinalismo     |
| Zárate (ver detalle)                                    | Osvaldo Cáffaro R            |         | Nuevo Zárate                                   |         | Frente de Todos |
| R: Reelecto                                             |                              |         |                                                |         |                 |
| Fuente: Junta Electoral de la Provincia de Buenos Aires |                              |         |                                                |         |                 |